# クイズピンチヒッター
『クイズピンチヒッター』は、2020年にフジテレビで生放送された日本のクイズバラエティ特番である。
関東ローカルで深夜番組として生放送された。

## 概要
解答者は自身が開設しているSNSを駆使して解答する。Twitter、Instagram等のフォロワー、YouTubeやツイキャスで個人生配信しながらコメント等の人脈をフル活用して解答する。問題の内容もマニアック、特定芸能人の現状、超難問となっている。新型コロナウイルス感染防止のため、第1回は司会者2名はスタジオ、解答者は各々別の場所からリモート出演、第2回は全員スタジオ出演での放送となった。

## 出演

### 第1回
司会
- 東野幸治
- 本田翼

解答者
- 田村淳（ロンドンブーツ1号2号）
- 指原莉乃
- DaiGo
- 杉村太蔵
- 紗倉まな
- 山口真由

### 第2回
司会
- 東野幸治
- 峯岸みなみ

解答者
- 田村淳（ロンドンブーツ1号2号）
- 森咲智美
- りんたろー。（EXIT）
- パパラピーズ
- パックン（パックンマックン）
- 中井りか

## スタッフ
第2回
- 企画・監修：秋元康
- ナレーター：藤井弘輝（フジテレビアナウンサー）
- 構成：カツオ、竹村武司、矢野了平
- 美術制作：三竹寛典（フジテレビ）
- デザイン：小濱まほろ（フジテレビ）
- 美術進行：鈴木あみ
- 大道具：大川原祐也、畠山茂
- アクリル装飾：伊藤幸枝
- 電飾：桑島亮太
- メイク：山田かつら
- TD：馬塲義土（フジテレビ）
- SW：遠藤俊洋、上田軌行
- CAM：川治諒祐
- 音声：大野史敬
- LD：大野遥平（フジテレビ）
- VE：杉本雄亮（フジテレビ）
- PCエンジニア：遠山健太郎（フジテレビ）
- 編集：松本尚也
- MA：高橋司
- 音効：阿部雄太
- CGデザイン・制作：木本禎子（フジテレビ）、今井美夏
- CG送出：当銀優季、宮下幸恵
- 技術協力：ニユーテレス、fmt、IMAGICA Lab.、サンフォニックス
- 美術協力：フジアール
- 監修：伊藤孝行
- TK：江野澤郁子、水越理恵
- デスク：高橋沙織
- AD：荻原卓也、金田知沙（金田→第2回）
- ディレクター：夫馬教行・伊豫直哉・若松芳行・茂垣考宏・湯浅遼（両社ともD:COMPLEX）、峠奈緒、渡辺恭平・伊藤恭平（渡辺・伊藤→フジテレビ）
- プロデューサー：古賀太隆（D:COMPLEX）、利光ともこ（K-ten）、梶山智未
- 演出：宮川直樹（フジテレビ）
- チーフプロデューサー：松本祐紀（フジテレビ）
- 制作協力：D:COMPLEX
- 制作：フジテレビ編成制作局制作センター第二制作室
- 制作著作：フジテレビ

### 過去のスタッフ
- 制作統括：中嶋優一・濱野貴敏（両方ともフジテレビ、第1回）
- デザイン：西出光豊（フジテレビ、第1回）
- 電飾：後藤佑介（第1回）
- 編集：小池隆介・齋藤義享（両方とも第1回）
- MA：石塚翔子（第1回）
- 広報：北村桃子（フジテレビ、第1回）
- AD：中村亜美（第1回）